# Блайна
Бла̀йна (на английски: Blaina; на уелски: Blaenau, Бла̀йнай) е град в Южен Уелс, графство Блайнай Гуент. Разположен е на около 30 km на север от централната част на столицата Кардиф. Населението му заедно със село Нантъгло е 9100 жители според данни от преброяването през 2001 г. Населението само на Блайна е около 4000-4500 жители.